# Бач (град)
Бач (на сръбски: Бач) е град в Сърбия. Населението му е 5399 жители по данни от преброяването през 2011 г., а площта на цялата община е 367 кв. км. Пощенският му код е 21420, телефонния е +381 21, а МПС кода NS. Кмет е Томислав Богунович. Историко-географската област Бачка идва от името на града.